# Wade Dominguez
Wade Robert Domínguez (ur. 10 maja 1966, zm. 26 sierpnia 1998) – amerykański aktor, model, piosenkarz i tancerz.

## Życiorys

### Wczesne lata
Urodził się w hrabstwie Santa Clara w Północnej Kalifornii jako syn Joyce i Ralpha Domínguezów. Miał dwóch braci - Vance i Toma. W 1985 ukończył Live Oak High School w Morgan Hill.

### Kariera
Przeprowadził się do Los Angeles, aby rozpocząć karierę aktorską i zapisał się na zajęcia prowadzone przez nominowaną do Oscara Jeannie Berlin i jej matkę Elaine May. Pracował jako tancerz go-go w Beverly Centru. Potem dorabiał we Włoszech jako model. Wystąpił w wideoklipie zespołu R.E.M. „Losing My Religion” (1991). Wykonał także dwie piosenki, do których tekst napisał Joel Goldsmith: „Release The Beast” i „S.T.B.”. W 1994 zadebiutował na ekranie w dramacie erotycznym Erotique (1994) w noweli pt.: „Let's Talk About Love”. 
Przełomem była postać mającego problemy nastolatka Emilio Ramíreza w dramacie Młodzi gniewni (Dangerous Minds, 1995). Wkrótce zagrał jeszcze w filmie kryminalnym Johna Irvina Przeklęte ulice (City of Industry, 1997) z Harveyem Keitelem oraz dreszczowcu Randala Kleisera Cień wątpliwości (Shadow of Doubt, 1998), gdzie partnerował Melanie Griffith i Tomowi Berengerowi.
Zmarł 26 sierpnia 1998 w Midway Hospital w Los Angeles w wieku 32 lat. Przyczyną zgonu była niewydolność oddechowa

## Filmografia
- 1994: Erotique - „Let's Talk About Love” jako kochanek z marzeń
- 1995: Młodzi gniewni (Dangerous Minds) jako Emilio Ramírez
- 1997: Przeklęte ulice (City of Industry) jako Jorge Montana
- 1998: Poborca (Taxman) jako Joseph Romero
- 1998: Cień wątpliwości (Shadow of Doubt) jako Bobby Medina